# Ržišče (gmina Litija)
Ržišče – wieś w Słowenii, w gminie Litija. W 2018 roku liczyła 73 mieszkańców.